# Commer Walk-Thru
Le Commer Walk-Thru est une camionnette produite par la société britannique Commer de 1961 à 1979. Successeur du Commer BF, il en utilisait certains composants, mais avec une conception nouvelle, plus grande et plus lourde, avec une capacité de charge utile accrue. Les moteurs essence et diesel 4 cylindres de 2,3 litres du prédécesseur furent conservés, mais un moteur diesel Perkins fut également proposé ultérieurement. La charge utile variait de 1,5 à 3 tonnes. Il était disponible à la fois en version fourgonnette et en version camion à plateau. Outre le marché intérieur, il a également été exporté vers d'autres pays européens et a également été produit sous licence en Espagne et en Australie,.
Le modèle, obsolète, fut produit jusqu'en 1979. Commer fut racheté par Chrysler Europe en 1967. Dans les années 1970, il fut donc rebaptisé Dodge Walk-Thru. En 1978, Chrysler Europe fut dissoute. Les constructeurs de voitures particulières furent vendus au groupe PSA, tandis que les constructeurs de camions, dont Commer, furent cédés à Renault Trucks. Renault continua la production du Dodge Walk-Thru, y compris son récent successeur, le Dodge Série 50.